# Carphina sigillata
Carphina sigillata är en skalbaggsart som beskrevs av Monné 1985. Carphina sigillata ingår i släktet Carphina och familjen långhorningar. Inga underarter finns listade.